# Москва (хотел в Москва)
Хотел „Москва“ (на руски: Гостиница „Москва“) е хотел в центъра на Москва, на Манежния площад, който се намира точно до Кремъл и Червения площад. Първоначално хотелът е построен през 30-те години на XX век, но е разрушен през 2004 г., за да направи място за по-модерна хотелска сграда, която е напълно завършена през 2012 г. и копира оригиналния хотел, доколкото е възможно, особено отвън.

## Първият хотел
Първият хотел „Москва“ е проектиран от Алексей Шчусев и е построен между 1932 и 1938 г., като отваря врати като хотел през декември 1935 г. Украсен е с произведения на изкуството и мозайки от някои от най-изтъкнатите художници в Съветския съюз.
Двете крила на хотела са проектирани в различни стилове. Популярно обяснение за това (фактически съмнително) е, че Шчусев прави две предложения, между които Сталин може да избира, но Сталин не се вглежда много внимателно и просто подписва одобрението си и на двата чертежа и никой не се осмелява да направи нищо друго освен да построи и по двата проекта.
Етикетът на водка „Столичная“ съдържа снимка на стария хотел „Москва“.

## Новият хотел
Старият хотел е разрушен, за да направи място за новия хотел Москва, който има подземен гараж и други функции, които не са били налични през 30-те години на XX век. По време на строителството чертежите на Щюсев са следвани възможно най-точно. През 2012 г. сградата е завършена, като тогава отваря врати и частта с търговския център и офисите. През есента на 2014 г. е открит самият хотел, управляван с името Four Seasons Hotel Moscow заедно с апартаментната му част.